# نام بورا
نام بورا (کره‌ای: 남보라; زادهٔ ۲۷ نوامبر ۱۹۸۹) یک بازیگر اهل کره جنوبی است و او در سریال‌های آفتابی ، افسانه خورشید و ماه ، گریه نکن مامان درخشیده است.

## فیلم‌شناسی

### سریال‌های تلویزیونی
| سال  | عنوان                                           | نقش           | شبکه    |
| ---- | ----------------------------------------------- | ------------- | ------- |
|      | 아싸 호랭나비 II: 최극의 비후                   |               | iTV     |
| 2006 | سرد شدن با یه لبخند                             | نام‌بورا       | کی‌بی‌اس۲ |
| 2010 | Road No. 1                                      | کیم سو هی     | MBC     |
| 2010 | درامای ویژه کی‌بی‌اس: آخرین فلشمن                 | جو اه را      | KBS2    |
| 2010 | Once Upon a Time in Saengchori                  | اه نا یانگ    | tvN     |
| 2011 | Glory Jane                                      | کیم جین جو    | KBS2    |
| 2012 | افسانه خورشید و ماه                             | پرنسس مین هوا | MBC     |
| 2013 | کوسه                                            | هان یی هیون   | KBS2    |
| 2013 | درامای ویژه کی‌بی‌اس: خاطره‌ای در کیف پول قدیمی من | چای سو اه     | KBS2    |
| 2013 | Give Love Away                                  | سنگ ایون جو   | MBC     |
| 2014 | فقط عشق                                         | کیم سایت بیول | SBS     |

### فیلم‌ها
| سال  | عنوان            | نقش               | یادداشت                  |
| ---- | ---------------- | ----------------- | ------------------------ |
| 2010 | مرگ بل           | هیون اه           |                          |
| 2010 | من شیطان را دیدم |                   |                          |
| 2011 | آفتابی           | جوانی سئو گیوم اک |                          |
| 2012 | زوزه             | جونگ اه           |                          |
| 2012 | داستان‌های ترسناک | بک جی             | segment: "Secret Recipe" |
| 2012 | گریه نکن مامان   | ایون اه           |                          |
| 2013 | مظنون            | همسر جی دنگ چول   |                          |

## جوایز و نامزدی‌ها
| سال  | جایزه                                        | مقام                        | کار نامزد شده                              | نتیجه    |
| ---- | -------------------------------------------- | --------------------------- | ------------------------------------------ | -------- |
| 2011 | 19th Korean Culture and Entertainment Awards | Best New Actress in a Drama | Once Upon a Time in Saengchori, Glory Jane | برنده    |
| 2012 | MBC Drama Awards                             | Best New Actress            | افسانه خورشید و ماه                        | نامزدشده |
| 2013 | 49th جایزه هنری پاکسانگ                      | Best New Actress            | گریه نکن مامان                             | نامزدشده |
| 2013 | 34th جایزه فیلم اژدهای آبی                   | Best New Actress            | گریه نکن مامان                             | نامزدشده |
| 2013 | KBS Drama Awards                             | Best New Actress            | کوسه، The Memory in My Old Wallet          | نامزدشده |
| 2014 | 3rd APAN Star Awards                         | Best بازیگر زن جدید         | فقط عشق                                    | برنده    |
| 2014 | SBS Drama Awards                             | New Star Award              | فقط عشق                                    | برنده    |

## زندگی هنری
کار هنری خود را از سال ۲۰۰۶ آغاز کرده و در چندین فیلم و مجموعه از جمله آفتابی، گریه نکن مامان، جاده شماره ۱، کوسه، فقط عشق و … بازی کرده است.
در سال ۲۰۱۲ و مجموعه افسانه خورشید و ماه در نقش دختر امپراتور و خواهر کوچکتر شاهزاده لی هون بازی کرد. به عنوان یک کودک، او عاشق برادر بزرگتر یئون وو یعنی یئوم می‌شود و می‌خواهد با او ازدواج نماید، به همین علت تلاش در به وجود آوردن دوستی نزدیک با یئون وو دارد. او بعد از مرگ یئون وو به خواسته خود می‌رسد